# Estación de Cuevas de Velasco
Cuevas de Velasco es un apeadero ferroviario clausurado situado en el municipio español de Villar y Velasco en la provincia de Cuenca, comunidad autónoma de Castilla-La Mancha. Contaba con servicios de media distancia operados por Renfe hasta el 20 de julio de 2022.

## Situación ferroviaria
La estación se encuentra en el punto kilométrico 122,5 de la línea férrea 310 de la red ferroviaria española que une Aranjuez con Valencia, entre las estaciones de Castillejo del Romeral y Villar del Saz de Navalón, a 915,03 m de altitud.
El tramo es de vía única y está sin electrificar.

## Historia
La estación fue inaugurada oficialmente el 5 de septiembre de 1885, cuando MZA se hizo con la concesión de la línea entre Aranjuez y Cuenca comprando los derechos de la misma a la compañía del ferrocarril de Aranjuez a Cuenca constructora del trazado. En 1941, con la nacionalización de la totalidad de la red ferroviaria española la estación pasó a ser gestionada por RENFE. Desde el 31 de diciembre de 2004 Renfe Operadora explota la línea mientras que Adif es la titular de las instalaciones ferroviarias.
Desde el 4 de marzo de 2023 se encuentra clausurada y dada de baja como dependencia de la línea.

## La estación

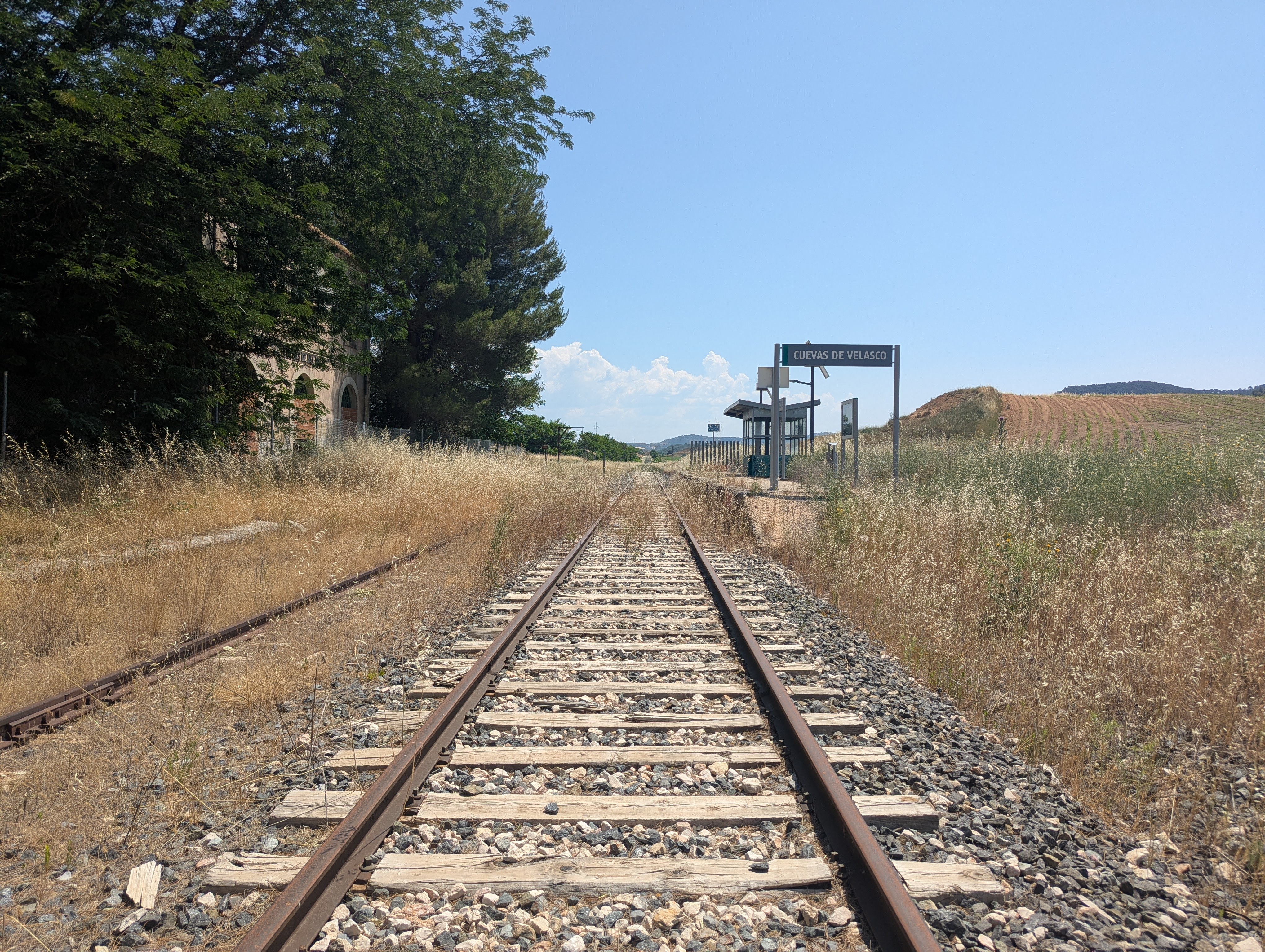
Antiguo edificio de viajeros (izquierda) y marquesina moderna (derecha)

Se encuentra junto a un paso a nivel sin barreras regulado por semáforos sobre la carretera CUV-2123, a 1,3 km de Cuevas de Velasco. 
El edificio de viajeros tiene unas medidas de 14,2 m x 8,2 m en dos alturas, en mal estado de conservación y cerrado desde 1995. Posee unos antiguos servicios públicos en el exterior, en estado de ruina. Antaño disponía de una vía de apartado junto al edificio de viajeros, pero al semaforizar el paso a nivel y poner el cuadro eléctrico sobre esta vía, la estación quedó como apartadero y se construyó un andén funcional junto a la vía principal, dejando el lado del edificio de viajeros con un andén sin servicio. Al andén funcional se puede acceder por un corto camino desde la carretera o bien por un paso a nivel desde el edificio de viajeros.